# Pseudosepharia
Pseudosepharia is een geslacht van kevers uit de familie bladkevers (Chrysomelidae).
De wetenschappelijke naam van het geslacht werd in 1936 gepubliceerd door Laboissiere.

## Soorten
- Pseudosepharia nigriceps Jiang, 1990
- Pseudosepharia pallinottata Jiang, 1992
- Pseudosepharia rufulus Jiang, 1992